# Clypeoniscus hanseni
Clypeoniscus hanseni là một loài chân đều trong họ Cabiropidae. Loài này được Giard & Bonnier miêu tả khoa học năm 1895.